# Верхняя Лухма
Верхняя Лухма (мокш. Вяре Лъфна) — село в Инсарском районе Мордовии. Входит в состав Кочетовского сельского поселения.

## География
Расположено при слиянии реки Вшивки (стар. назв. Лухма мокш. Лъфна) и Кириклейки, в 18 км от районного центра и 36 км от железнодорожной станции Кадошкино.

## История
Возникло в 70-х гг. XVII в., после расселения служилой мордвы из Лухменского острога Инсарской засечной черты на юго-восточной границе Русского государства. В 1680 году мордва бывшего Лухменского острога была переведена в тягло и обложена дополнительными сборами. В дальнейшем, в 1730-х гг., жители Верхней Лухмы поставляли золу на поташные заводы. В 1740-х гг. состоялось массовое крещение жителей Верхней Лухмы, из-за обложения пропущенных при ревизии 1724 года жителей нескольких мордовских сел повышенным налогом в 20928 руб. 54 коп. В 1747 году выборный от мордвы Инсарского уезда Киряка Сайгин подал прошение в Сенат о невозможности выплаты указанной суммы и обязывался, что вся некрещеная мордва примет православие «от сущего младенца и до старости». Деньги с новокрещенов на погашение долга взыскивали ещё три года в количестве 60 коп. с 1 души мужского пола. Также на оплату долга пошли деньги, причитавшиеся им за крещение.
В начале XIX в. Верхняя Лухма была населена ясачными крестьянами; согласно клировой ведомости 1818 года в селе находилось 173 двора (493 чел.). В «Списке населённых мест Пензенской губернии» (1864) Верхняя Лухма (Рождественское) — село казённое из 107 дворов (716 чел.) Наровчатского уезда. По данным 1911 г., в селе был 161 двор (1018 чел.); церковь, 3 хлебозапасных магазина, 2 водяные и 2 ветряные мельницы, 2 маслобойки и просодранки, пожарная машина. С 2001 г. в селе 189 постоянных хозяйств (дворов). Здесь размещаются сельская администрация, правление (дирекция) СХПК «Верхнелухменское» (до 1997 г. — совхоз), средняя школа, магазины, медпункт, отделение связи, клуб, библиотека; Христорождественская церковь (конца XIX в.).
В Верхней Лухме начал трудовую деятельность государственный и общественный деятель В. А. Кечкин.

## Население
| 1989 | 2002 | 2010 |
| ---- | ---- | ---- |
| 495  | ↘375 | ↘294 |

Национальный состав
Согласно результатам Всероссийской переписи населения 2002 года, в национальной структуре населения мордва-мокша составляли 83 %3.

## Источник
- Энциклопедия Мордовия, Л. Н. Лапшова.